# Jean Sobieski (acteur)
Pour les articles homonymes, voir Jean Sobieski.
Jean Sobieski est un acteur et artiste peintre français d'origine polonaise, né à Cannes le 15 novembre 1937.

## Biographie
Jean Sobieski naît le 15 novembre 1937 à Cannes.
Jean Sobieski a joué dans des westerns spaghetti et plusieurs films français.
Il vécut une histoire d'amour pendant un peu moins de deux ans avec la chanteuse Dalida entre 1961 et 1963 (elle quitta pour lui Lucien Morisse, son mari et pygmalion), puis épousa Olga Georges-Picot en 1966, pour en divorcer deux ans après,.
Il abandonne son métier de comédien et commence une carrière d'artiste peintre, expose dans les années 1970-1980 à la galerie Iris-Clerc, à Paris « group show », et est également représenté par la galerie Louise-Jeanneret, à Genève.
Couronné par un vif succès, il part aux États-Unis, dans les années 1980. Sa vie aux États-Unis est riche de rencontres autant dans le milieu de la peinture, que cinématographique, de Los Angeles à New York ; côtoyant autant les acteurs hollywoodiens que les grandes figures de l'art, il représente sur certaines toiles, ces fusions et ces paradoxes.
Il vit ainsi trente ans aux États-Unis, où il fait sa vie avec une Américaine, Elizabeth Salomon, une productrice et scénariste de cinéma avec qui il a deux enfants, Robert et Leelee Sobieski.
L'envie de retourner à ses origines le pousse à retourner vivre en Camargue, où il continue son travail de création dans son propre atelier.

## Filmographie

### Cinéma
- 1963 : Strip-tease de Jacques Poitrenaud : Jean-Loup
- 1965 : Évariste Galois d'Alexandre Astruc : le tireur d'élite
- 1965 : Les Chiens dans la nuit de Willy Rozier
- 1966 : La Sentinelle endormie de Jean Dréville : Nicolas
- 1968 : Temptation de Lamberto Benvenuti
- 1968 : La Loi des colts (E venne il tempo di uccidere) d'Enzo Dell'Aquila : adjoint Burt
- 1968 : La Mort a pondu un œuf (La morte ha fatto l'uovo) de Giulio Questi : Mondaini
- 1968 : Les Russes ne boiront pas de Coca-Cola (Italian Secret Service) de Luigi Comencini : Edward Stevens
- 1968 : Le Pacha de Georges Lautner (non crédité au générique, s'il a participé, il interprétait Léon de Lyon, frère de Nathalie, joué par Henri DEUS[Quoi ?])
- 1969 : Perversion Story (Una sull'altra) de Lucio Fulci : Larry
- 1969 : Playgirl 70 de Federico Chentrens
- 1970 : Dernier Domicile connu de José Giovanni : Aden
- 1975 : Perverse Jeunesse (Amore mio spogliati, che poi ti spiego !) de Fabio Pittorru & Renzo Ragazzi

### Télévision
- 1964 : La Cousine Bette de Yves-André Hubert, d'après Honoré de Balzac : le comte Wenceslas Steinbock (téléfilm)
- 1965 : Foncouverte de Robert Guez, série télévisée : Saint Georges
- 1967 : Les Chevaliers du ciel (saison 1) : Philippe Larrafieu (série télévisée)
- 1967 : Le Chevalier Des Touches de Claude-Jean Bonnardot, d'après Barbey d'Aurevilly : Des Touches (téléfilm)